# Худяшово
Худяшо́во (рос. Худяшово) — село у складі Ленінськ-Кузнецького округу Кемеровської області, Росія.
Стара назва — Худяшево.

## Населення
Населення — 341 особа (2010; 368 у 2002).
Національний склад (станом на 2002 рік):
- росіяни — 97 %